# Morena de Goiânia
Morena de Goiânia é uma canção de Hugo & Guilherme, com participação especial da dupla Maiara & Maraisa, lançado em 21 de março de 2024 pela Som Livre, sendo o segundo single do EP 062.

## Antecedentes
A primeira parte do 062 foi lançada em janeiro, incluindo o sucesso Vazou na Braquiara, que foi um sucesso absoluto, não só nas paradas, como também nas pesquisas do Google, por pessoas procurando o significado da palavra "braquiara", além dos próprios cantores serem questionados sobre a expressão.
062 foi gravado em Goiânia, em 13 de novembro de 2023. A ideia da dupla, para se aproximar dos fãs, foi virar motoristas de uma van que os carregava até o local da gravação. Foi uma surpresa dos cantores.

## A música
A composição dessa música é assinada por Diego Silveira, Junior Pepato, Lari Ferreira e Rafa Borges, os mesmos autores de Vazou na Braquiara. A música se destaca no álbum não só pela participação de Maiara & Maraisa, mas também por um verso do refrão que diz: "Eu tô ligando 62 e o 62 não chama", que dá nome ao álbum. 062 é o DDD de Goiânia, cidade da gravação do álbum.
Nas redes sociais, Hugo & Guilherme postaram um vídeo dizendo, sobre a participação escolhida, que "a música tem um endereço" e sentiram que a música combinou com Maiara & Maraisa. Vale lembrar que a dupla feminina também participou do álbum de estreia de Hugo & Guilherme Acústico e Ao Vivo, na canção Imagina, no ano de 2016.

## Divulgação e repercussão
No dia 20 de abril de 2024, Morena de Goiânia alcançou o 6° lugar no Spotify Charts do Brasil. Nesse dia, a dupla esteve no Ribeirão Rodeo Music, festival em Ribeirão Preto, e Hugo, primeira voz da dupla, prometeu platinar o cabelo caso a música alcançasse o topo das paradas da plataforma.
“Eu nunca pintei meu cabelo na vida, nem luzes eu fiz. Mas está fechado”, disse Hugo enquanto gravava um vídeo no celular fazendo a promessa.
Em stories do Instagram da dupla, Guilherme comentou:
"A Maiara (da dupla com Maraisa, que participou da música) falou que, se 'Morena de Goiânia' bater o Top 1 no Spotify, ela vai pintar o cabelo de preto".

## Desempenho nas tabelas musicais
| Tabela musical                  | Melhor posição |
| ------------------------------- | -------------- |
| Spotify Charts (Top 200 Brasil) | 6              |
| Billboard Brasil (Hot 100)      | 8              |